# British Touring Car Championship 2008

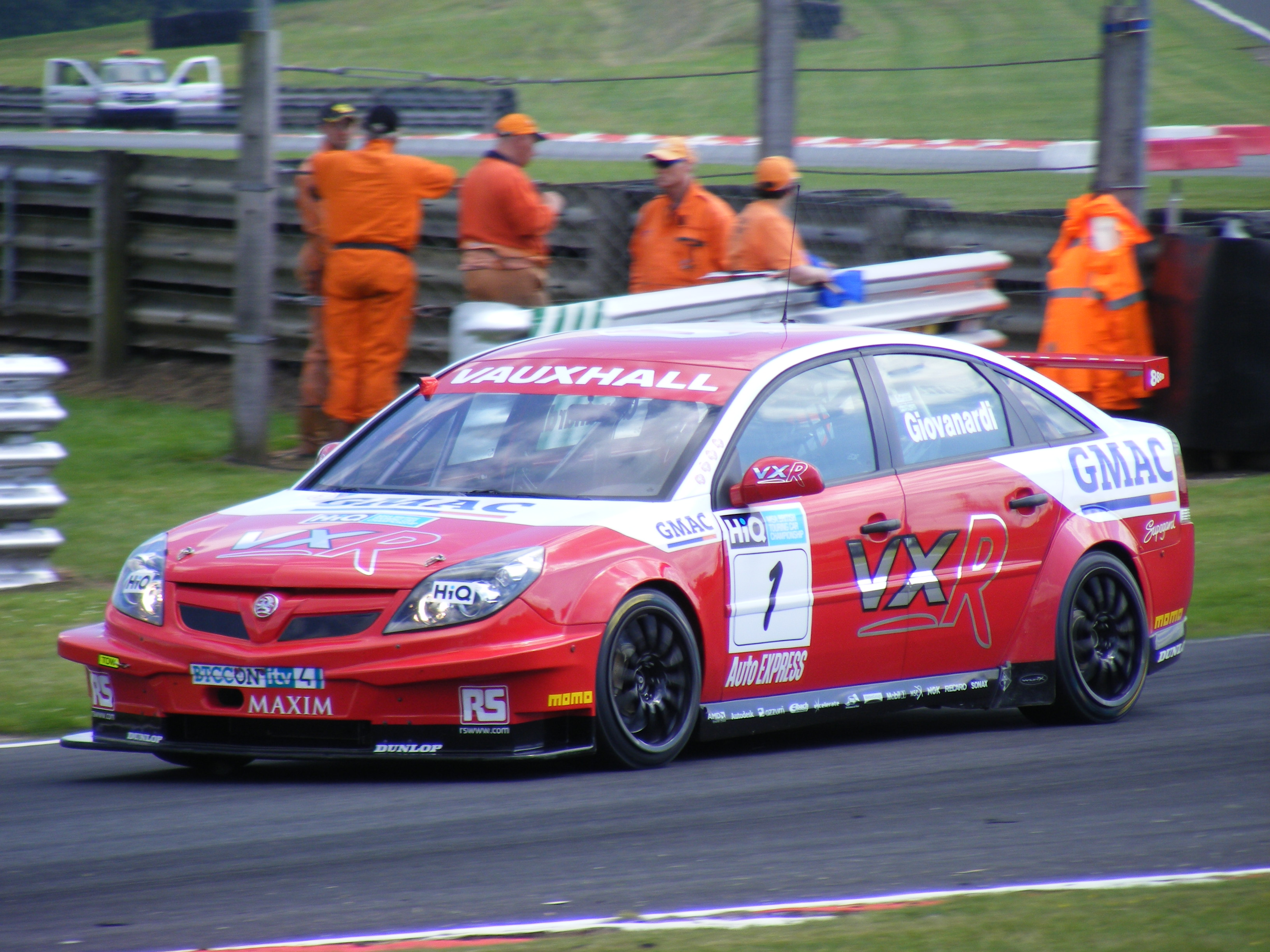
Fabrizio Giovanardi vann förarmästerskapet.

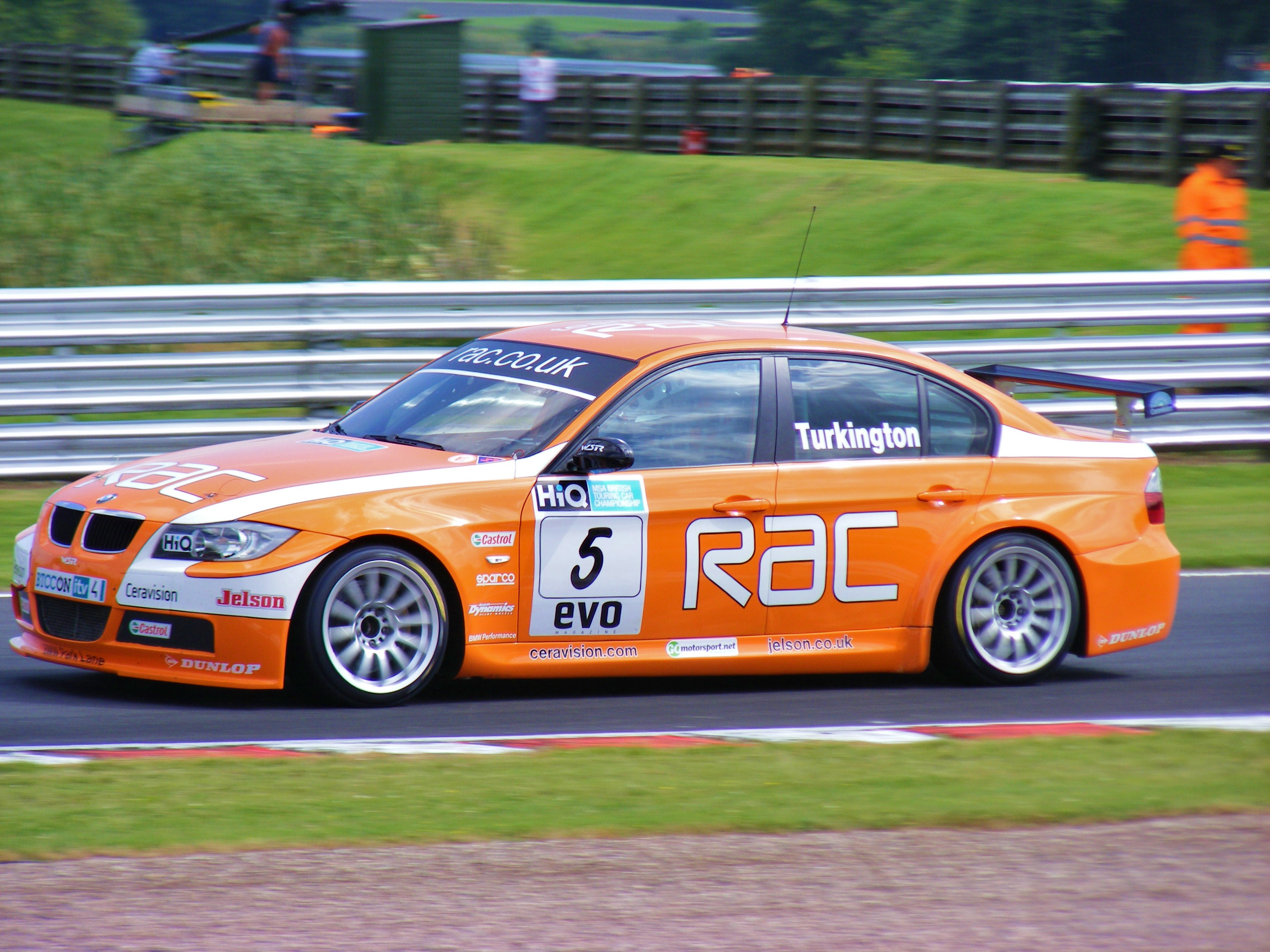
Colin Turkington vann privatförarcupen.

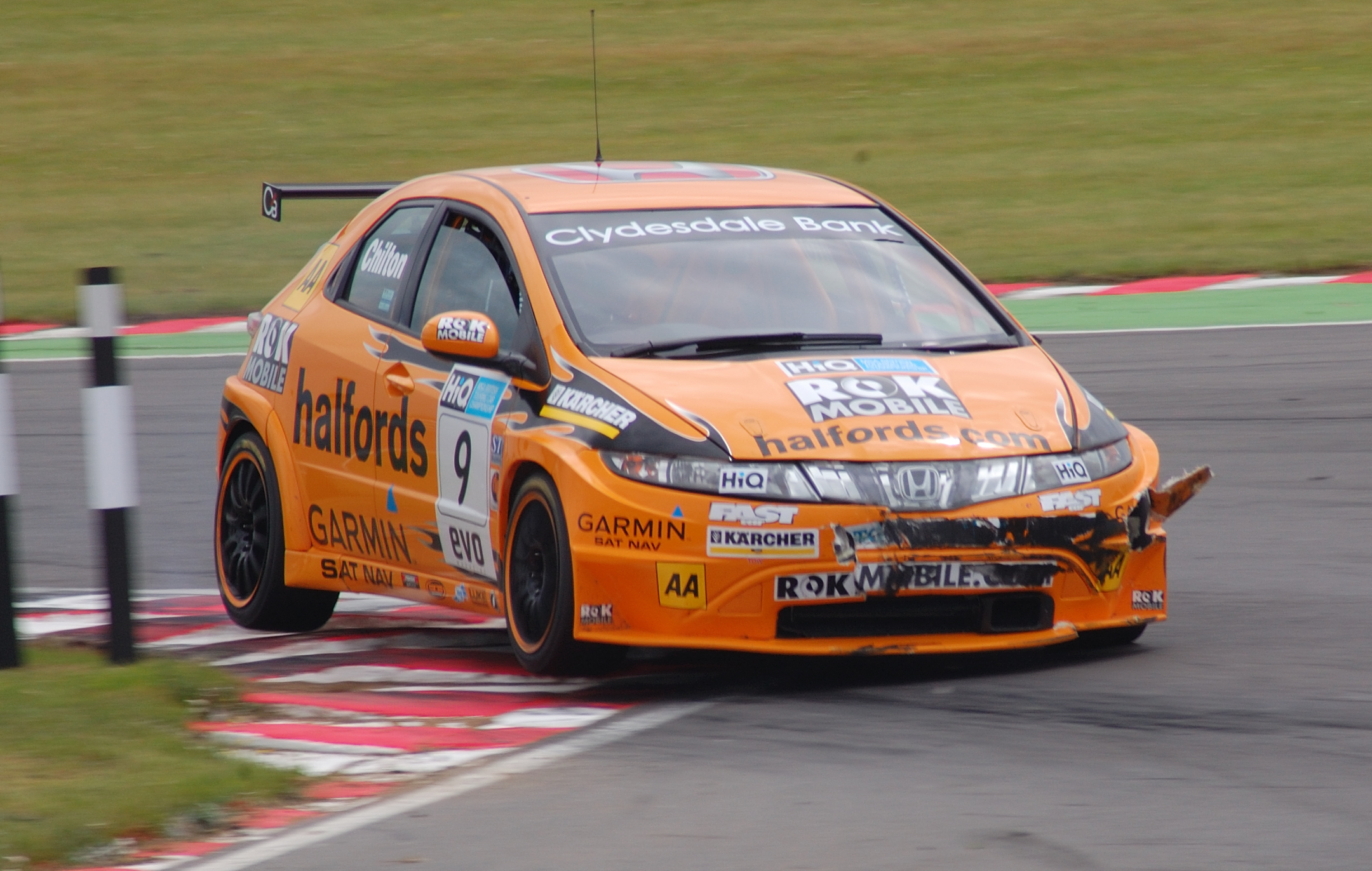
Tom Chilton på Snetterton Motor Racing Circuit.

HiQ MSA British Touring Car Championship 2006 var den 51:a säsongen av det brittiska standardvagnsmästerskapet, British Touring Car Championship. Säsongen kördes över 30 race, fördelade på 10 tävlingshelger. Fabrizio Giovanardi tog sin andra raka titel i en Vauxhall Vectra för VX Racing. Dessa vann även team-, respektive märkesmästerskapet. Colin Turkington och Team RAC vann privatcuperna, precis som det föregående året.

## Tävlingskalender
| Bana                            | Segrare (Race 1)    | Märke    | Segrare (Race 2)    | Märke    | Segrare (Race 3)    | Märke    |
| ------------------------------- | ------------------- | -------- | ------------------- | -------- | ------------------- | -------- |
| Brands Hatch                    | Fabrizio Giovanardi | Vauxhall | Fabrizio Giovanardi | Vauxhall | Colin Turkington    | BMW      |
| Rockingham Motor Speedway       | Gordon Shedden      | Honda    | Mat Jackson         | BMW      | Matt Neal           | Vauxhall |
| Donington Park                  | Jason Plato         | SEAT     | Fabrizio Giovanardi | Vauxhall | Darren Turner       | SEAT     |
| Thruxton Circuit                | Tom Onslow-Cole     | Vauxhall | Tom Onslow-Cole     | Vauxhall | Jason Plato         | SEAT     |
| Croft Circuit                   | Colin Turkington    | BMW      | Colin Turkington    | BMW      | Fabrizio Giovanardi | Vauxhall |
| Snetterton Motor Racing Circuit | Jason Plato         | SEAT     | Jason Plato         | SEAT     | Mat Jackson         | BMW      |
| Oulton Park                     | Jason Plato         | SEAT     | Colin Turkington    | BMW      | Gordon Shedden      | Honda    |
| Knockhill Racing Circuit        | Jason Plato         | SEAT     | Jason Plato         | SEAT     | Darren Turner       | SEAT     |
| Silverstone Circuit             | Jason Plato         | SEAT     | Fabrizio Giovanardi | Vauxhall | Mat Jackson         | BMW      |
| Brands Hatch                    | Mat Jackson         | BMW      | Mat Jackson         | BMW      | Tom Chilton         | Honda    |

## Slutställning
| Pl. | Förare              | Märke    | Poäng |
| --- | ------------------- | -------- | ----- |
| 1   | Fabrizio Giovanardi | Vauxhall | 262   |
| 2   | Mat Jackson         | BMW      | 226   |
| 3   | Jason Plato         | SEAT     | 223   |
| 4   | Colin Turkington    | BMW      | 212   |
| 5   | Matt Neal           | Vauxhall | 185   |
| 6   | Tom Onslow-Cole     | Vauxhall | 170   |
| 7   | Gordon Shedden      | Honda    | 144   |
| 8   | Darren Turner       | SEAT     | 133   |
| 9   | Adam Jones          | SEAT     | 119   |
| 10  | Tom Chilton         | Honda    | 107   |